# Aşağıdağdere
Aşağıdağdere ist ein Dorf im Landkreis Honaz der türkischen Provinz Denizli. Aşağıdağdere liegt etwa 34 km nordöstlich der Provinzhauptstadt Denizli und 18 km nordöstlich von Honaz. Aşağıdağdere hatte laut der letzten Volkszählung 707 Einwohner (Stand Ende Dezember 2010).